# Проспект Богдана Хмельницького (Донецьк)

Пам'ятник «Бітлз» біля входу до кафе Ліверпуль

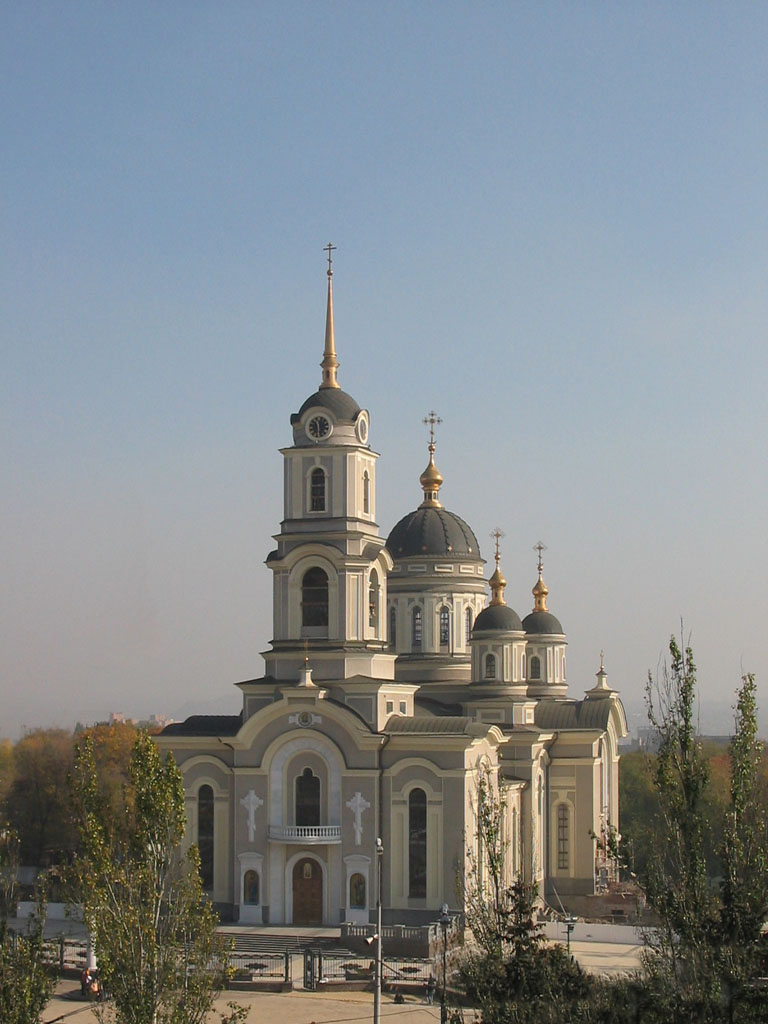
Церква на перетині проспекту Богдана Хмельницького з вулицею Артема

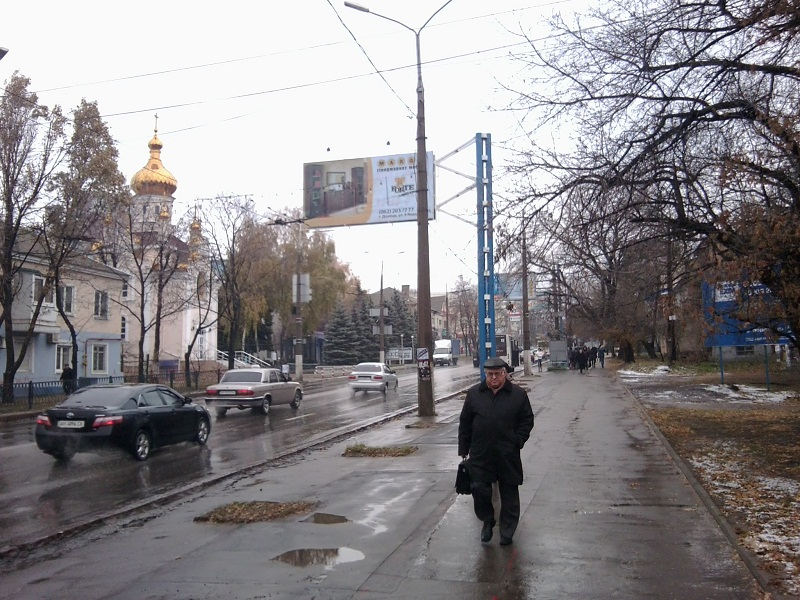
Проспект Богдана Хмельницького

Проспект Богдана Хмельницького — одна з головних вулиць міста Донецька. Розташований між площею Бакинський комісарів та вулицею 50-річчя СРСР.

## Історія
Вулиця названа на честь гетьмана Війська Запорозького Богдана Хмельницького. Організатора повстання проти шляхти в Україні, яке переросло у Національно-визвольну війну українського народу проти Речі Посполитої. Засновника козацької держави на теренах Центральної України — Війська Запорозького.

## Опис
Проспект Богдана Хмельницького починається у Куйбишевському районі, від площі Бакінський комісарів, і завершується в Ворошиловському районі. На проспекті знаходяться навчальні заклади (зокрема 10 корпус ДонНТУ, один з корпусів Університету Управління), кафе (Chelentano, Liverpool), магазини тощо. Довжина вулиці становить близько трьох кілометрів.

## Транспорт
Проспектом курсує багато видів міського транспорту, зокрема автобус № 32, а також тролейбуси № 18, 14 та багато мікроавтобусів.